# Förenta nationernas havskonferens
Förenta nationernas havskonferens (engelska: United Nations Ocean Conference /UNOC) i New York 5–9 juni 2017 var den första FN-konferens (UNOC1) om världshaven. Initiativtagare var Sverige och Fiji. Konferensens syfte är att skapa engagemang för och lyfta frågor rörande haven och till genomförande av de Globala målen för hållbar utveckling.
Havskonferensen samlas kring ett specifikt ett mål: "Mål 14 – Hav och marina resurser". Inbjudna till konferensen är stater, civilsamhällen, företag, miljögrupper och andra intressenter för att tillsammans utarbeta förslag på lösningar för haven. En av målsättningarna är att konferensen ska ge upphov till en mellanstatlig deklaration för ett hållbart nyttjande av haven. Ett annat mål är att göra en faktisk arbetsfördelning mellan aktörer och stater. 

## Bakgrund
Bakgrunden till konferensen är försurningen av haven på grund av koldioxidutsläpp som bildar kolsyra, som i sin tur förstör korallrev. Förstörda korallrev påverkar önationer som exempelvis Fiji, som är engagerade i att hitta verktyg för att ändra på dessa förhållanden. Konferensen kom som en följd av en FN-resolution från Sverige och Fiji om att rädda världshaven som fick brett stöd inom FN.

## Historia

### UNOC 1
Den första FNs havskonferens /UNOC1 hölls 5–9 juni 2017 i FNs högkvarter på Manhattan i New York med Sverige och Fiji som organisatör och värd.

### UNOC 2
Andra konferensen /UNOC2 hölls 27 juni–1 juli 2022 i Altice Arena i Lissabon med Portugal och Kenya som organisatör och värd.

### UNOC 3
Tredje konferensen /UNOC3 hölls 9–13 juni 2025 i Palais des Expos de Nice i Nice med Frankrike och Costa Rica som organisatör och värd.

### UNOC 4
En fjärde konferens planeras till 2028 med Chile och Sydkorea som organisatör.